# Brillantine

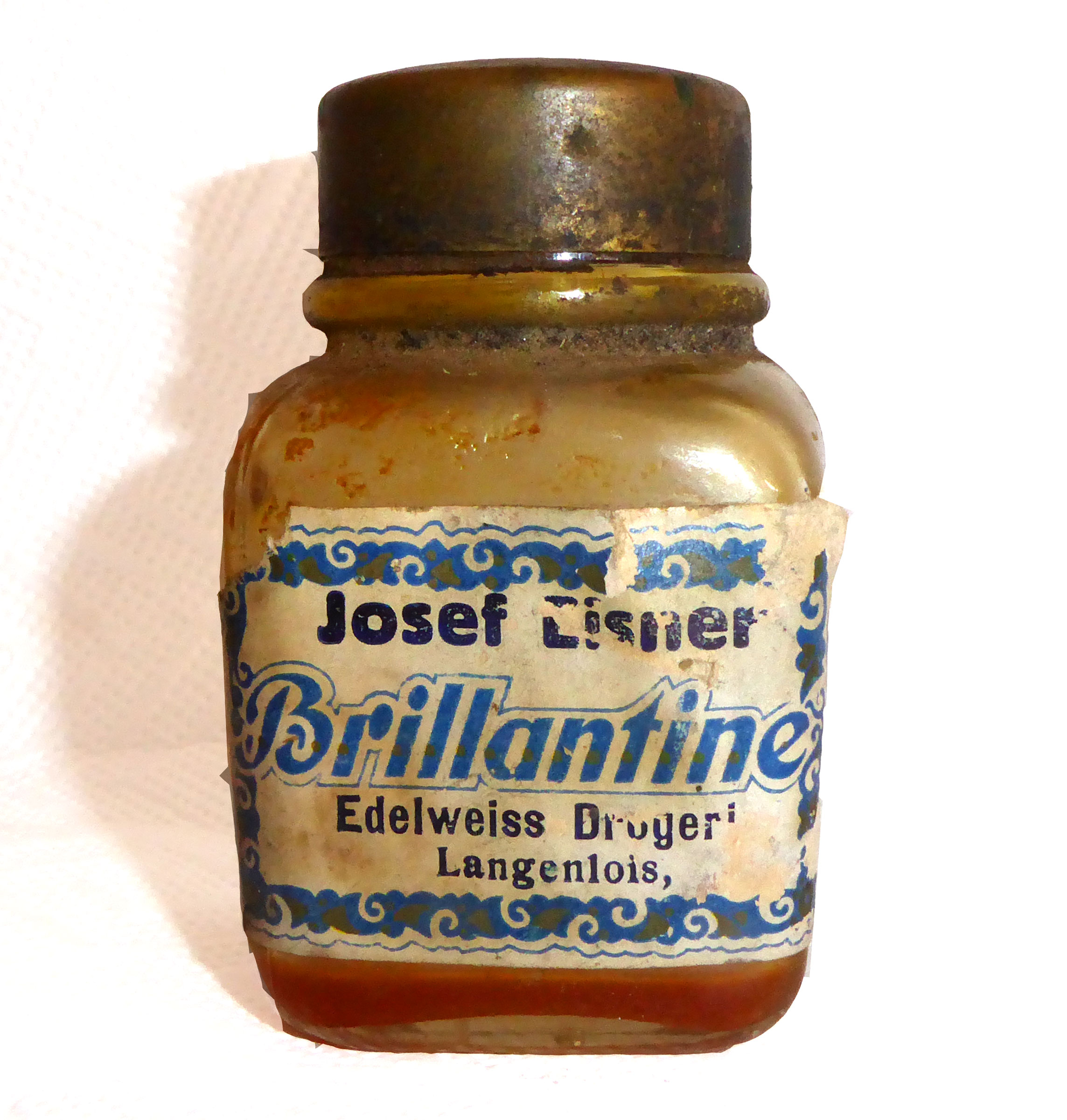
Une bouteille de brillantine

La brillantine est un produit de coiffure destiné à adoucir les cheveux des hommes, y compris les barbes et les moustaches, et à leur donner un aspect brillant et bien entretenu. Ce produit a été créé au tournant du XXe siècle par le parfumeur français Édouard Pinaud (en).

## Histoire
Édouard Pinaud a présenté la brillantine lors de l'Exposition Universelle de 1900 à Paris. Le nom brillantine dérive du mot français « brillant », signifiant brillant ou éclatant. La formule originale consistait en un liquide huileux parfumé et coloré.

## Composition et utilisation
La brillantine est généralement composée d'huiles minérales ou végétales, souvent parfumées, et parfois colorées. Elle est appliquée sur les cheveux pour les adoucir, les lisser et leur donner un éclat brillant. Elle est particulièrement populaire pour les coiffures rétro et les styles nécessitant une tenue et une brillance spécifiques.

## Impact Culturel
La brillantine a connu une popularité particulière dans les années 1920 et 1930, notamment parmi les hommes soucieux de leur apparence. Elle est souvent associée à des styles de coiffure emblématiques de cette époque, comme les cheveux lissés en arrière. En outre, le terme « brillantine » a été utilisé au Québec comme titre français pour le film musical américain Grease, sorti en 1978. Ce film, qui met en scène des adolescents des années 1950, a contribué à raviver l'intérêt pour les produits de coiffure rétro, y compris la brillantine.

## Évolution et modernité
Bien que la brillantine traditionnelle soit moins courante aujourd'hui, elle a laissé un héritage durable dans le domaine des produits de coiffure. Des produits modernes, tels que les gels et les pommades, s'inspirent souvent de la brillantine pour offrir des solutions de coiffure avec une brillance et une tenue similaires. La brillantine reste un symbole de l'élégance masculine du début du XXe siècle. Son histoire riche et son impact culturel continuent d'influencer les tendances de coiffure modernes, faisant de ce produit un élément incontournable de l'histoire de la coiffure.